# Ikona Matki Bożej „Siedmiostrzelna”

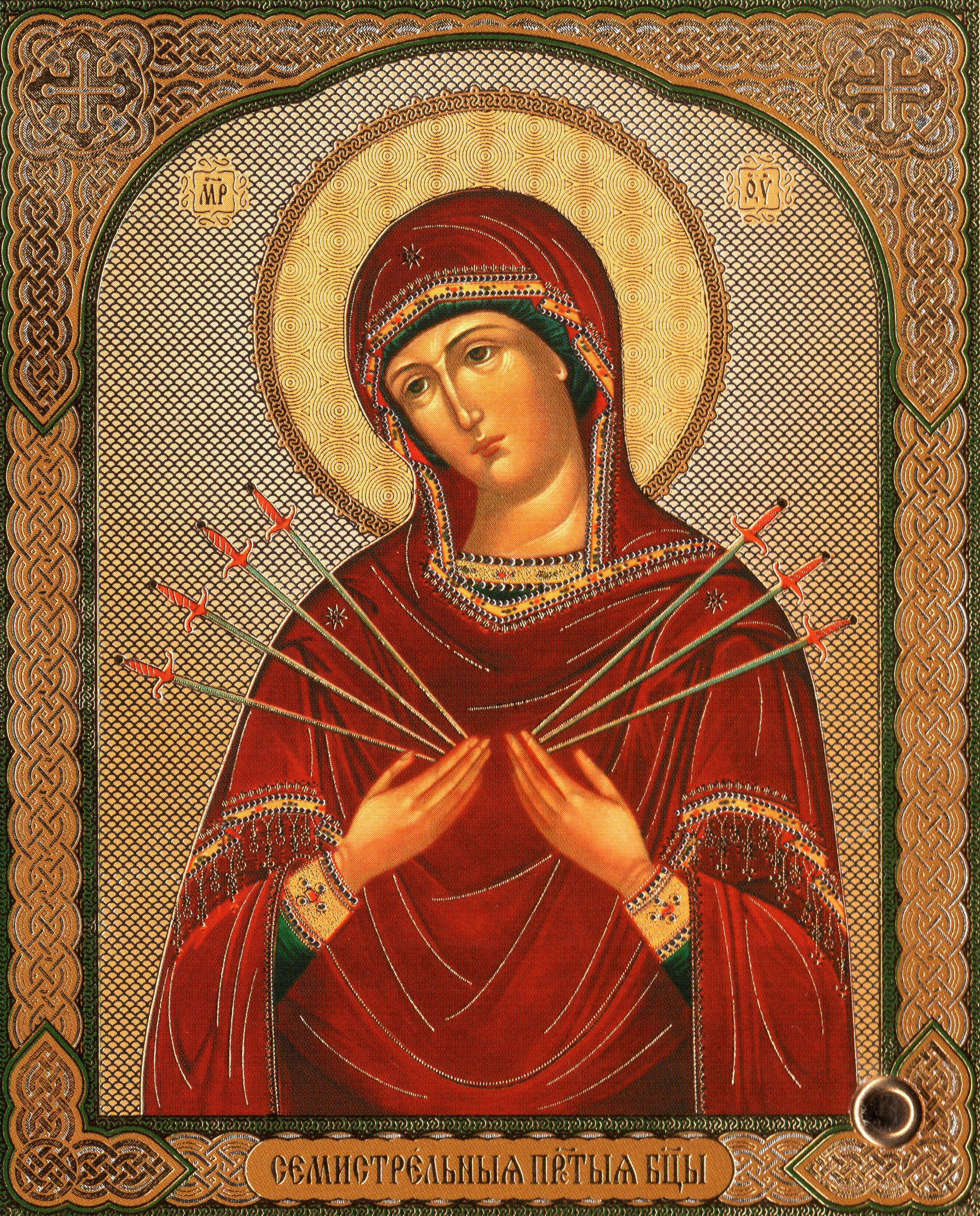

Ikona Matki Bożej „Siedmiostrzelna” – ikona Matki Bożej czczona szczególnie w Rosyjskim Kościele Prawosławnym. 

## Opis
Ikona „Siedmiostrzelna” jest zbliżona formą do innej cudownej ikony Matki Bożej, „Łagodzącej Złe Serca”. Przedstawia Maryję z dłońmi złożonymi w geście modlitewnym i z siedmioma mieczami wymierzonymi w jej serce. Nawiązuje w ten sposób do słów Symeona skierowanych do Maryi w dniu przyniesienia Jezusa do świątyni „A twoją duszę przeniknie miecz”. Liczba siedmiu mieczy wskazuje na pełnię cierpienia, jakie stało się udziałem Matki Bożej na ziemi. Zależnie od wariantu, miecze na ikonie ułożone są po trzy po lewej i prawej stronie lub (rzadziej) symetrycznie po trzy, z jednym kierowanym w serce Maryi od dołu. 

## Legenda
Oryginał ikony „Siedmiostrzelnej” pochodzi z Wołogdy. Według legendy dokonało się przed nim uzdrowienie chłopa cierpiącego na schorzenie nóg, który we śnie usłyszał głos samej Matki Bożej, nakazującej mu odnaleźć ikonę „Siedmiostrzelną” na dzwonnicy miejscowej cerkwi św. Jana Teologa. Ponadto w 1830 publiczne wystawienie ikony miało przyczynić się do zahamowania zarazy w Wołogdzie. 